# Lintelo (Adelsgeschlecht)

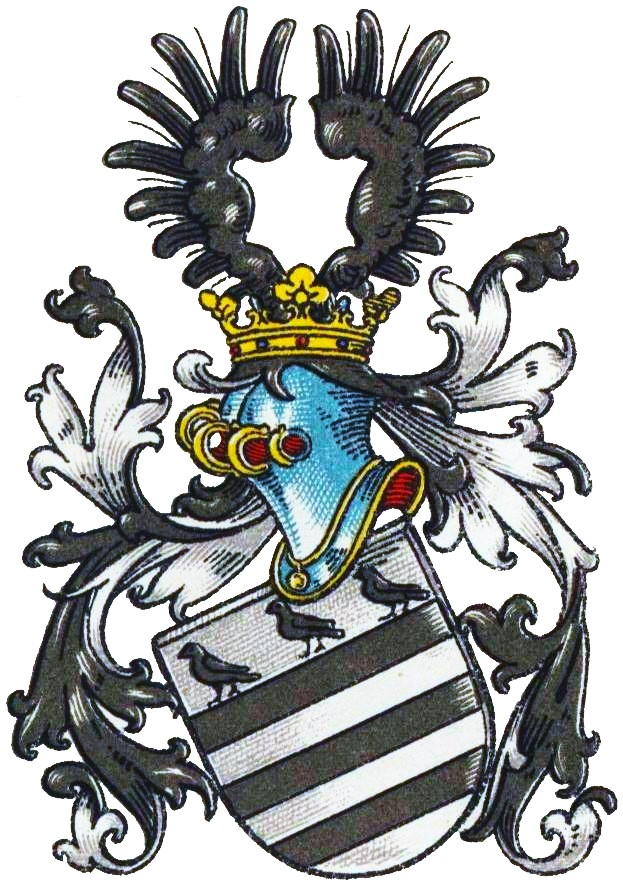
Wappen derer von Lintelo (Lintlo) im Wappenbuch des Westfälischen Adels

Lintelo (auch Lintlo, Linteloe o. ä.) ist der Name eines niederländisch-westfälischen Adelsgeschlechts.

## Geschichte
Das Geschlecht kommt erstmals 1218 mit Svikerus de Lintlo beim Kreuzzug von Damiette vor. Mit einer Urkunde aus dem Jahr 1266 verzichtete ein Suitkerus de Lintlo auf alle seine Rechte und Ansprüche an einem gleichnamigen Hof, der dem Stift St. Severin in Köln gehörte. Während Anton Fahne dieses Lintlo mit einem Hof Lintlo im Amt Fredeburg gleichsetzt und Leopold von Ledebur analog von einem „Lintloe“ im Kreis Eslohe spricht, geht Theodor Joseph Lacomblet in seinem Urkundenbuch fälschlicherweise davon aus, dass es sich dabei um Lindlar handelt.
Die Familie saß neben Lintloe (urkundlich 1266–1400) zu Haus Valbert (Anfang bis 2. Hälfte des 17. Jahrhunderts), zu Oedingermühle sowie im 13. und 14. Jahrhundert auch im Lüneburgschen zu Bleckede. Im Klevischen besaß die Familie Bauenholt. In der Grafschaft Zutphen hatte sie ferner Daerl, Eschede, Ehze (1597–1736), Marsch (ab 1597), Walfort (1402–1605).
In die Grafschaft Zutphen und damit in die Niederlande kam die Familie durch Dietrich von Lintelo (Derich van Lyntelo), der sich 1386 in einem dann nach ihm benannten Weiler Lintelo bei Aalten in der Herrlichkeit Bredevoort niederließ. 1402 erhielt derselbe Burg Walfort in Aalten als Lehen. Seine Nachkommen bauten im Zeitverlauf den Besitz aus. Hinzu kamen das Kasteel De Ehze in Almen und das heute abgegangene Kasteel De Marsch in Zutphen.
Die Freiherrenwürde kam durch einen kaiserlichen Oberst von Lintelo 1627 in die Familie. Georg Maximilian von Lintelo zu der Marsch und Ehze, Freiherr zu Thalhausen, Erbherr der Herrschaft Pfraunberg und Hailßberg zu Schloss Wiesent, wurde am 24. März 1664 vom Kaiser in den Reichs- und österreichischen Grafenstand erhoben.

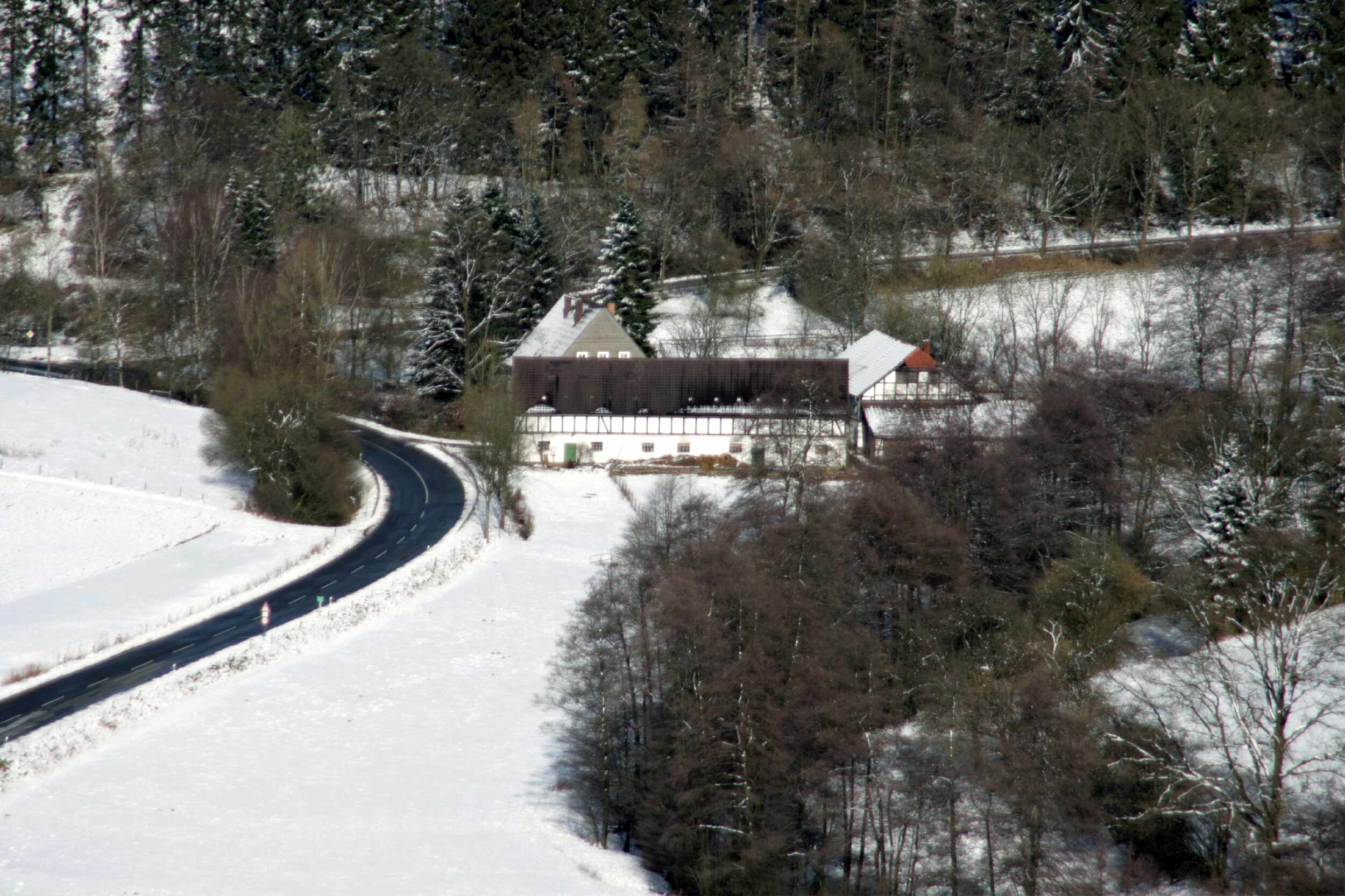
Haus Valbert, 2008
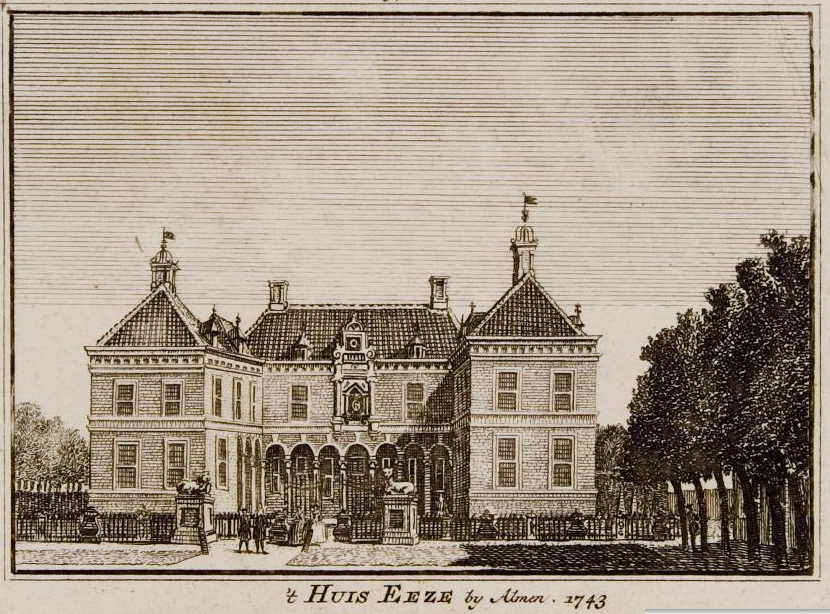
Kasteel De Ehze, 1743
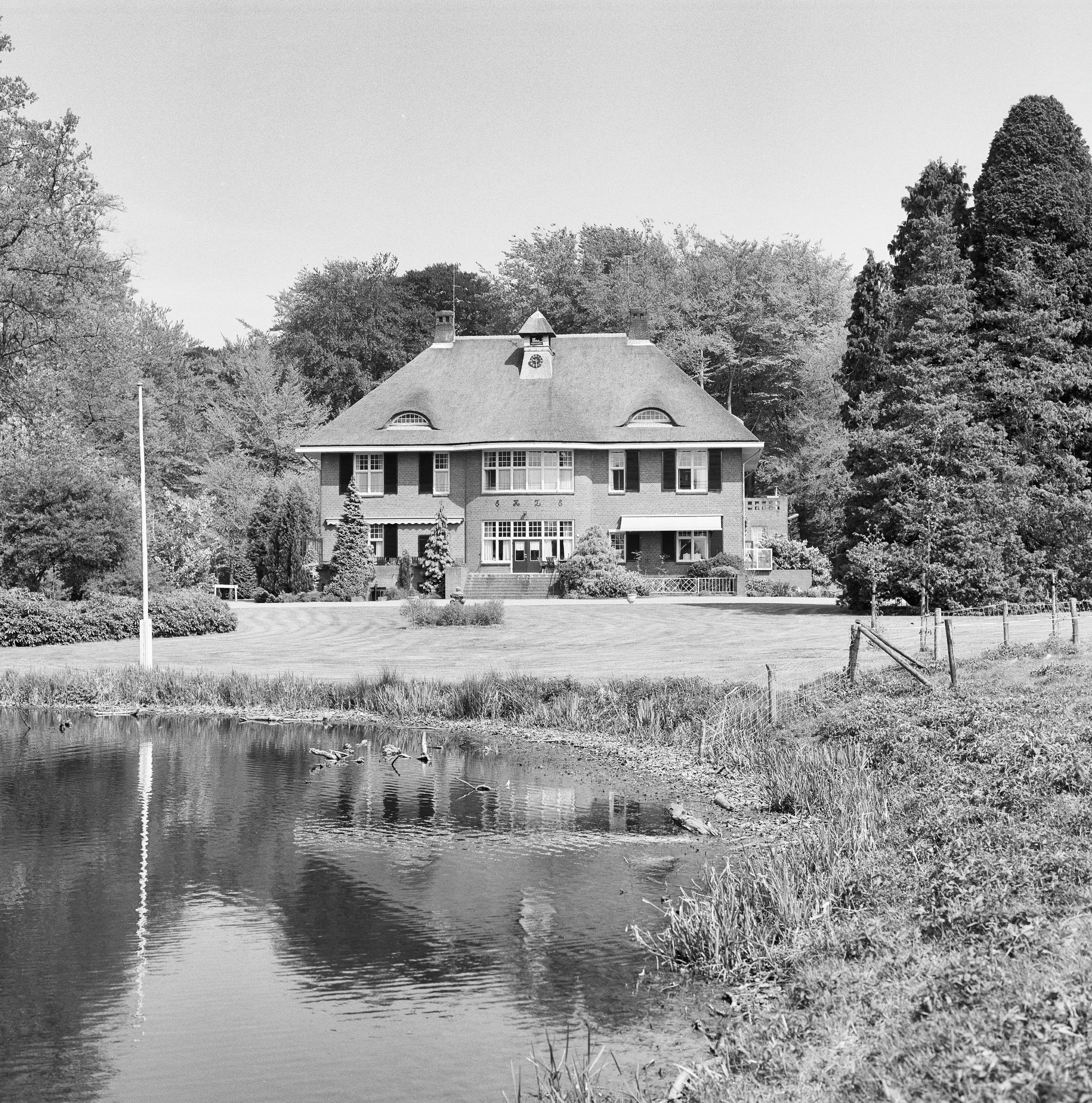
De Ehze, 1995
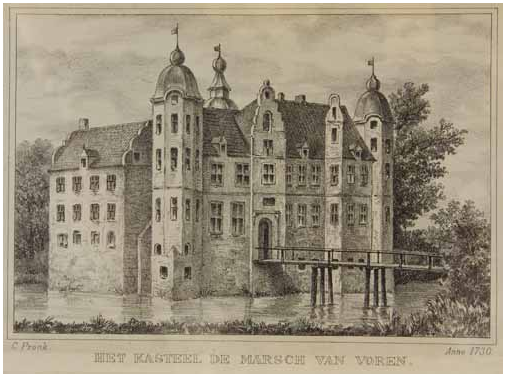
Kasteel De Marsch (Zutphen), 1730
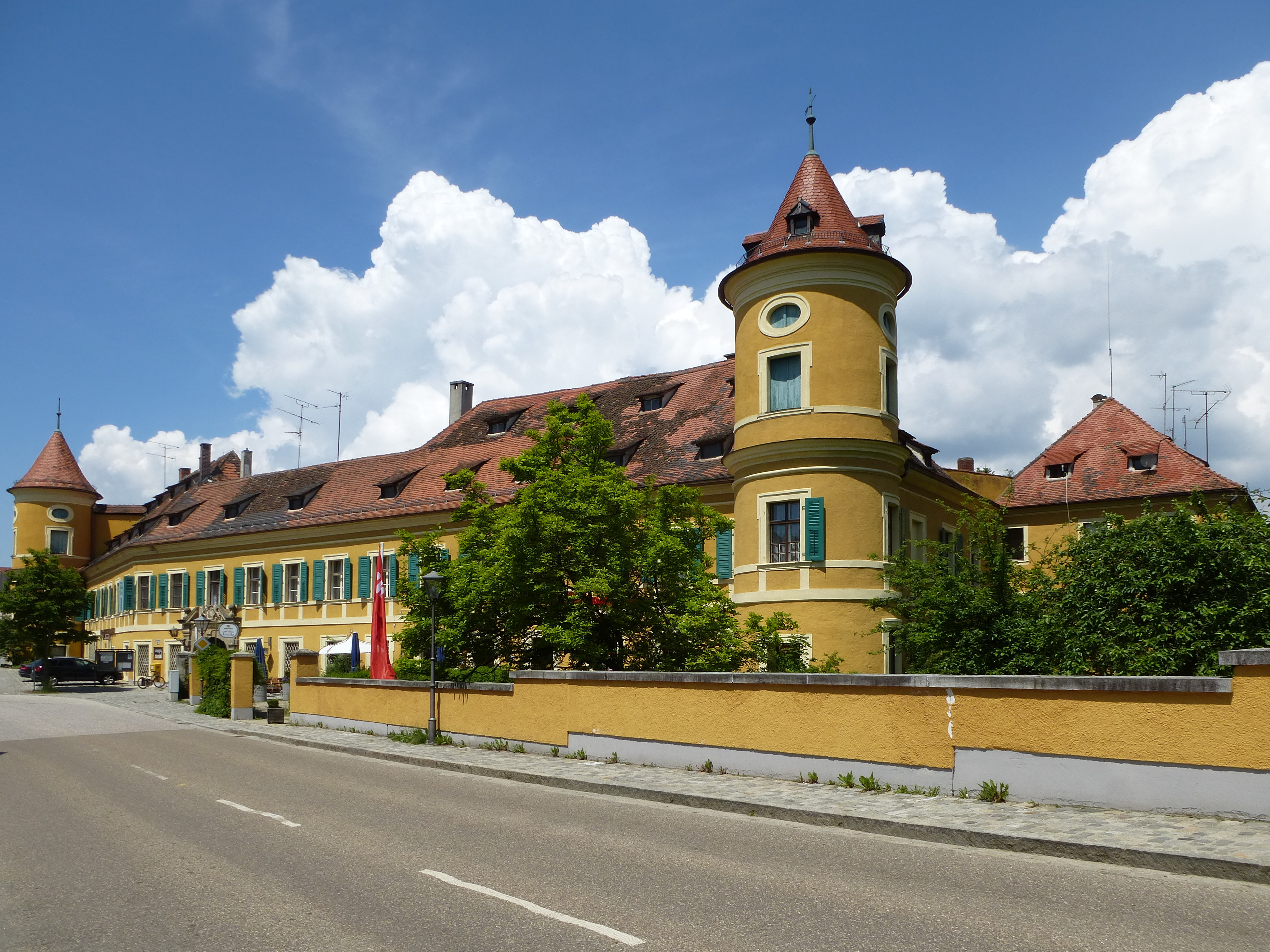
Schloss Wiesent, 2013

## Persönlichkeiten
- Thimon von Lintelo (auch: Tilmann von Lintelo) (* um 1567 † 22. April 1650), Herr zu Thalhausen, 6. August 1623 kurbayerischer Generalwagenmeister, 28. Dezember 1636 kaiserlicher Feldzeugmeister
- Timon Jan von Lintelo (* 2. Dezember 1638; † 26. Februar 1685), Drost von Esens
- Christiaan Karel van Lintelo (1669–1736), 1704–1716 außerordentlicher niederländischer Gesandter im Königreich Preußen

## Wappen
Blasonierung: In Silber drei (oder zwei) schwarze Balken, über dem obersten drei Raben. Auf dem gekrönten Helm mit schwarz-silbernen Helmdecken ein offener schwarzer Flug.
Es besteht eine Wappenverwandtschaft mit den Edlen von Lohn und den Herren von Knippenburg.